# Будівля уряду провінції Тукуман
Будівля уряду провінції Тукуман (ісп. Casa de Gobierno de Tucumán) — резиденція (осідок) виконавчої влади провінції Тукуман, в Аргентині. Культурна спадщина провінції (2013) і національна історична пам'ятка Аргентини (2012). 

## Історія

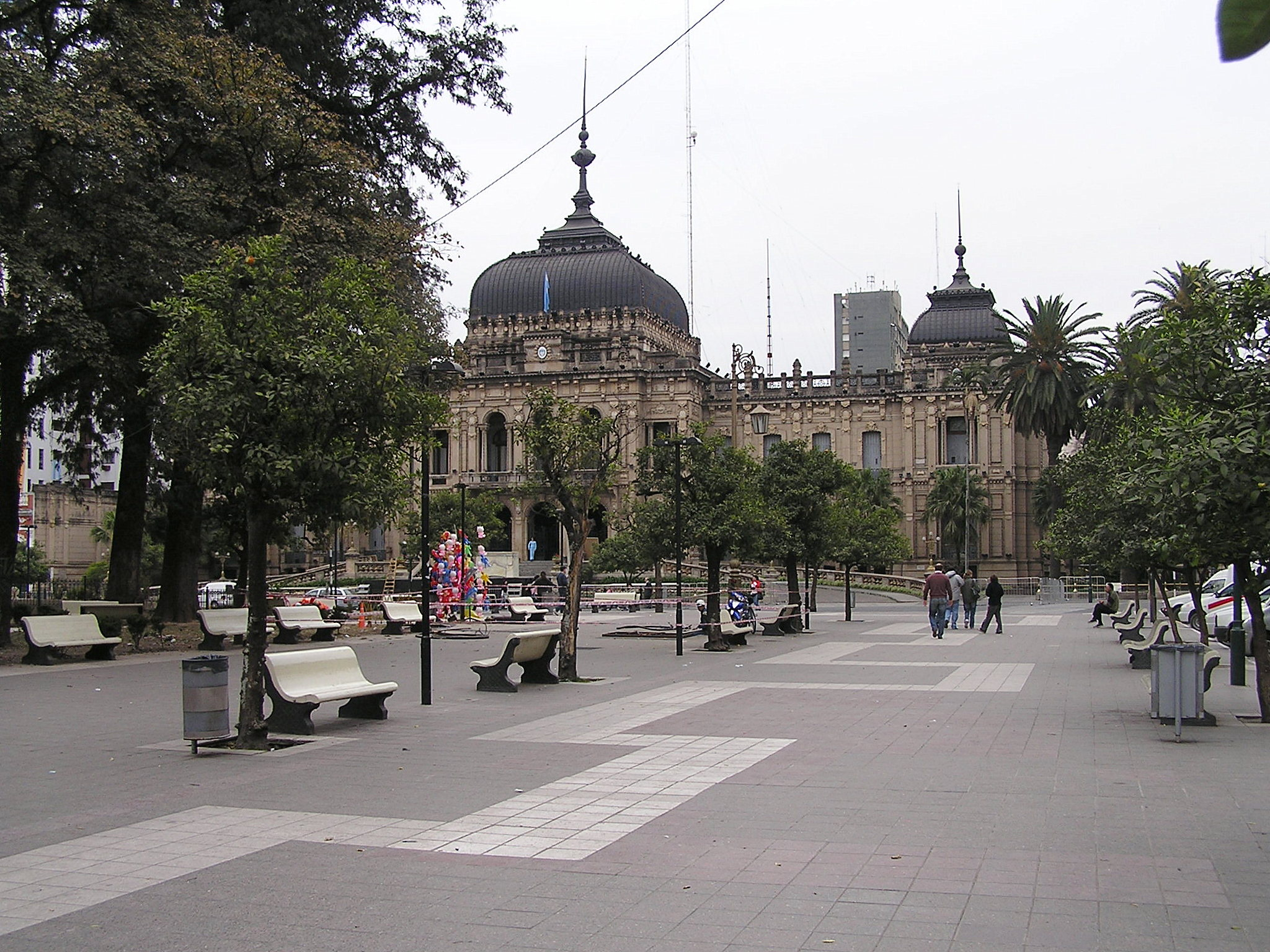
Палац уряду провінції Тукуман, вигляд з Площі незалежності

На початку ХХ ст. губернатор Луїс Ф. Нугес організував будівництво урядового палацу та доручив розробку проекту місцевому архітектору Домінго Сельві, дизайн якого був у стилі ар-нуво з італійським впливом. Після знесення старої будівлі кабільдо було придбано дві сусідні земельні ділянки, і будівництво палацу розпочалося 1908 року. Завершено в 1910 р. Новий урядовий палац був урочисто відкритий 9 липня 1912 р.